# Trestenico (Curzola)
Trestenico, Terstenich o Tarstenich (in croato Trstenik) è un'isoletta della Dalmazia meridionale, in Croazia, adiacente all'isola di Curzola. Amministrativamente appartiene al comune della città di Blatta, nella regione raguseo-narentana.

## Geografia
Trestenico è situato a sud-est di punta Chincia o Chiave (rt Ključ) la punta sud-occidentale di Curzola, alla distanza di circa 410 m, e a sud-est della baia Tre Porti o Treporti (Tri luke). La sua superficie è di 0,278 km² e la costa è lunga 2,54 km, l'altezza massima è di 20,8 m.
Una serie di isolotti si trova a sud-est di Trestenico:
- scogli Persgnach[6], Prisgnago[10] o Persnich[7]:
  - Bersici Piccolo[11] (Mali Pržnjak), rotondo, a circa 600 m; ha una superficie di 0,097 km²[1], la costa lunga 1,12 km[1], e l'altezza di 21 m[2] 42°54′23″N 16°41′18″E.
  - Bersici Grande[12] o Prisgnago Grande[10] (Veli Pržnjak).
- scoglio Gradizza[6][13] o Granizze[7] (hrid Gredica), a est di Bersici Grande e a nord di Luccovaz; ha una superficie di 4525 m²[8], la costa lunga 264 m[8], e l'altezza di 2 m[2] 42°54′13″N 16°42′11″E.
- Luccovaz[14], Lucovaz[6][7], Lucco[10] o Luccova[10] (Lukovac), piccolo isolotto 400 m a sud-est di Bersici Grande; ha una superficie di 0,037 km²[8], la costa lunga 0,77 km[8], e l'altezza di 14 m[2] 42°53′54″N 16°42′06″E.

### Cartografia
- (HR) Mappa topografica della Croazia 1:25000, su preglednik.arkod.hr. URL consultato il 2 febbraio 2017.
- G. Giani, Carta prospettiva delle Comuni censuarie della Dalmazia, foglio 11, 1839. Fondo Miscellanea cartografica catastale, Archivio di Stato di Trieste.